# ストーブ

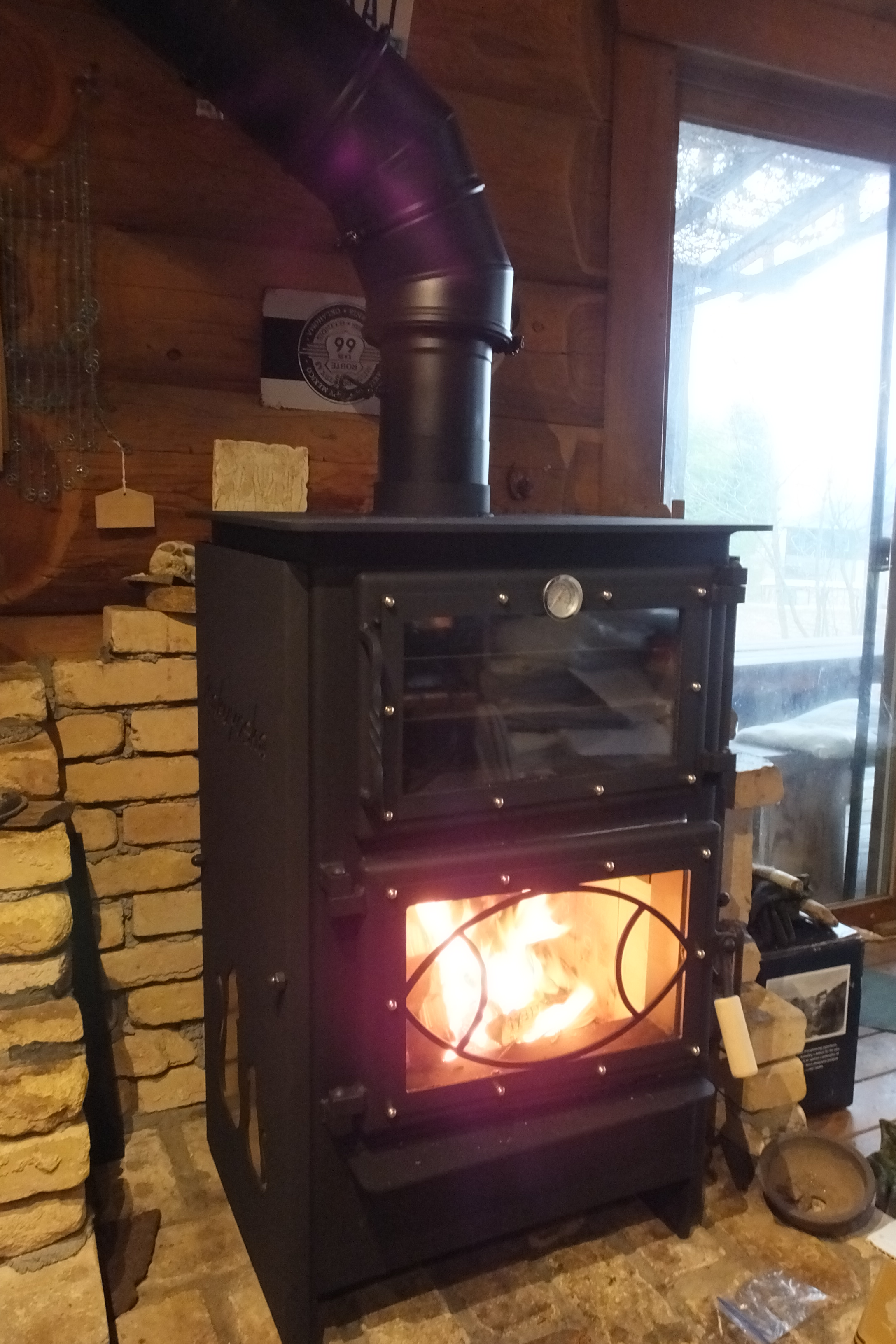
オーブン付きの純日本製薪ストーブ（「Maki式薪ストーブ」岡崎建設製）

ストーブ（英: stove）とは、燃料を燃焼させることにより、熱を発生させる装置である。英語のstoveの語源は、「温室」「乾燥室」「暖かい部屋」を意味し、かつてストーブといえば薪ストーブを指し、中世頃より使われてきた。構造的に大きく分けると輻射式、対流式、暖炉式の3つに分類される。
アメリカ英語では「ストーヴ」、イギリス英語では暖房・調理兼用を「ストーヴ」、調理専用のものについては特に「クッカー」と呼び分けることがある。日本語で元来携帯用の熱源を意味する語の「焜炉」と呼ぶこともある。

## 概要
暖房器具の他、キャンプや登山などのアウトドアに用いる可搬型の調理用コンロもストーブと呼ばれる。
アメリカなどでは、一般に調理器具及び暖房器具の両者を指す。イギリスでも、薪や石炭など燃料を燃やし調理と室内の暖房を兼用したものあるいは暖房専用のものはストーブ（stove）と呼ぶが、調理専用の発熱装置のはクッカー（英: cooker）と呼び分ける。また燃焼器を持つ調理器具全般（クックトップ、ホブ、オーブンなどと呼ばれる）をストーブと呼ぶ場合もあり、フランス料理界ではコンロの前でスープなどを調理する役割を「ストーブ前」と呼ぶことがある。
日本では、一般に「ストーブ」という語から暖房用の熱器具を想像するが、日本では調理にかまど、暖房に囲炉裏や火鉢と使い分けられていたことで、明治時代に日本国外からストーブが輸入された後も、調理はかまどが使われることが多かったことと、日本のガス器具メーカが調理器具の商品名に薪や石炭を連想させるストーブの呼び名を使わなかったため、と言われている。暖房用ストーブが一般家庭に普及する以前、一部の洋風建築では調理用として輸入された石炭レンジが使われており、日本国外の製品名のままストーブと呼ばれているものも存在した。

## 歴史

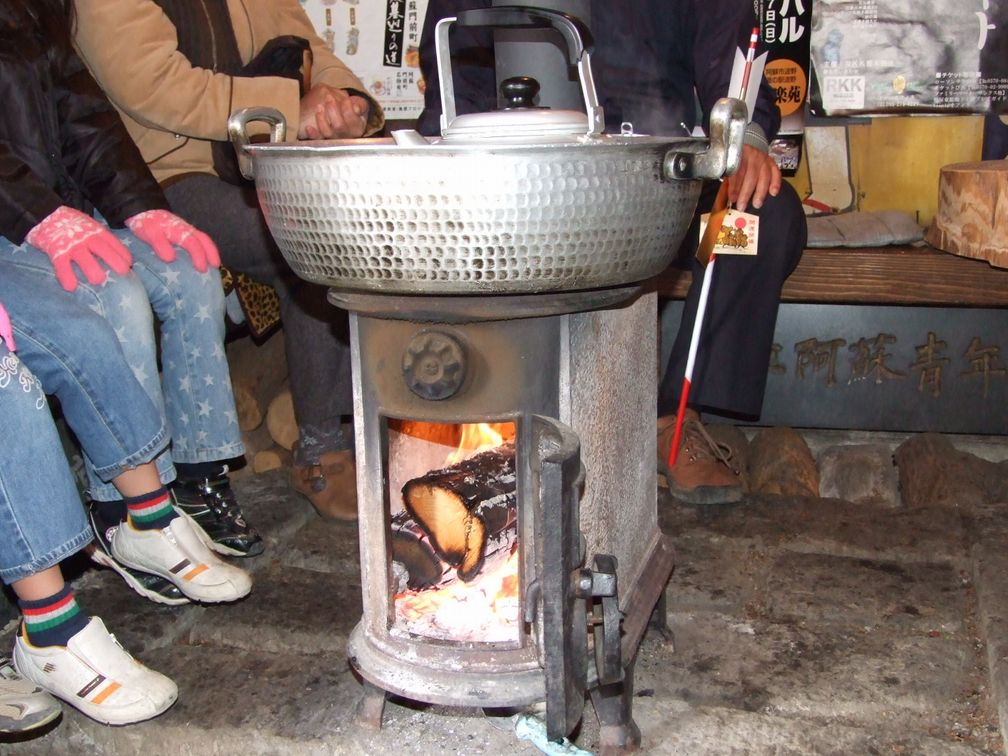
原始的な単純な構造の薪ストーブ

## 暖房器具（しばしば調理兼用）
「暖房器具」と言っても、その歴史をふまえると、実際は上に鍋などを置いて調理に使えるように設計されていたので（たとえば煮込み料理や目玉焼きなどができるようになっていたので）長い間実質的に「暖房用兼調理用」であった。石油ストーブでも上部に鍋を置いて調理ができるようになっているものは多い。だがガスストーブや電気ストーブになって「暖房専用」のものが増えた。

### 燃料類

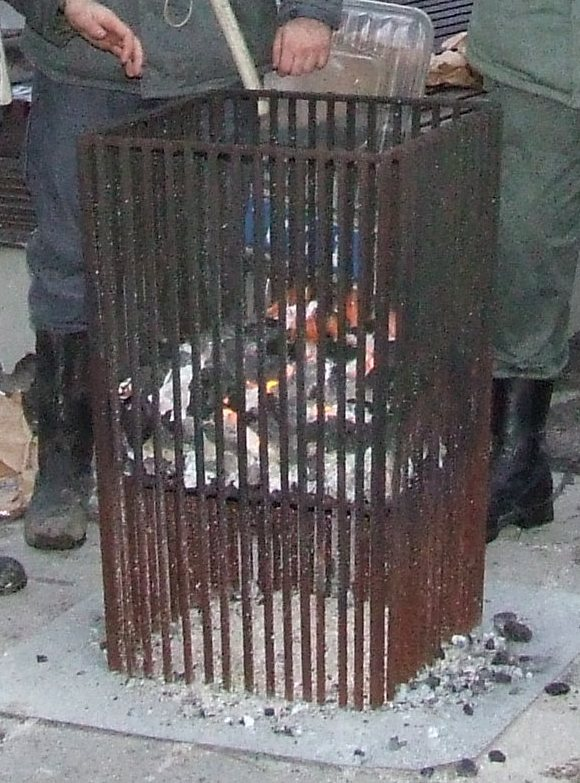
屋外用の、コークスを燃料としたストーブ。（ヨーロッパ北寄りの、寒いポーランドなど。屋外で活動する警官や作業員などが暖をとるのに使う。）

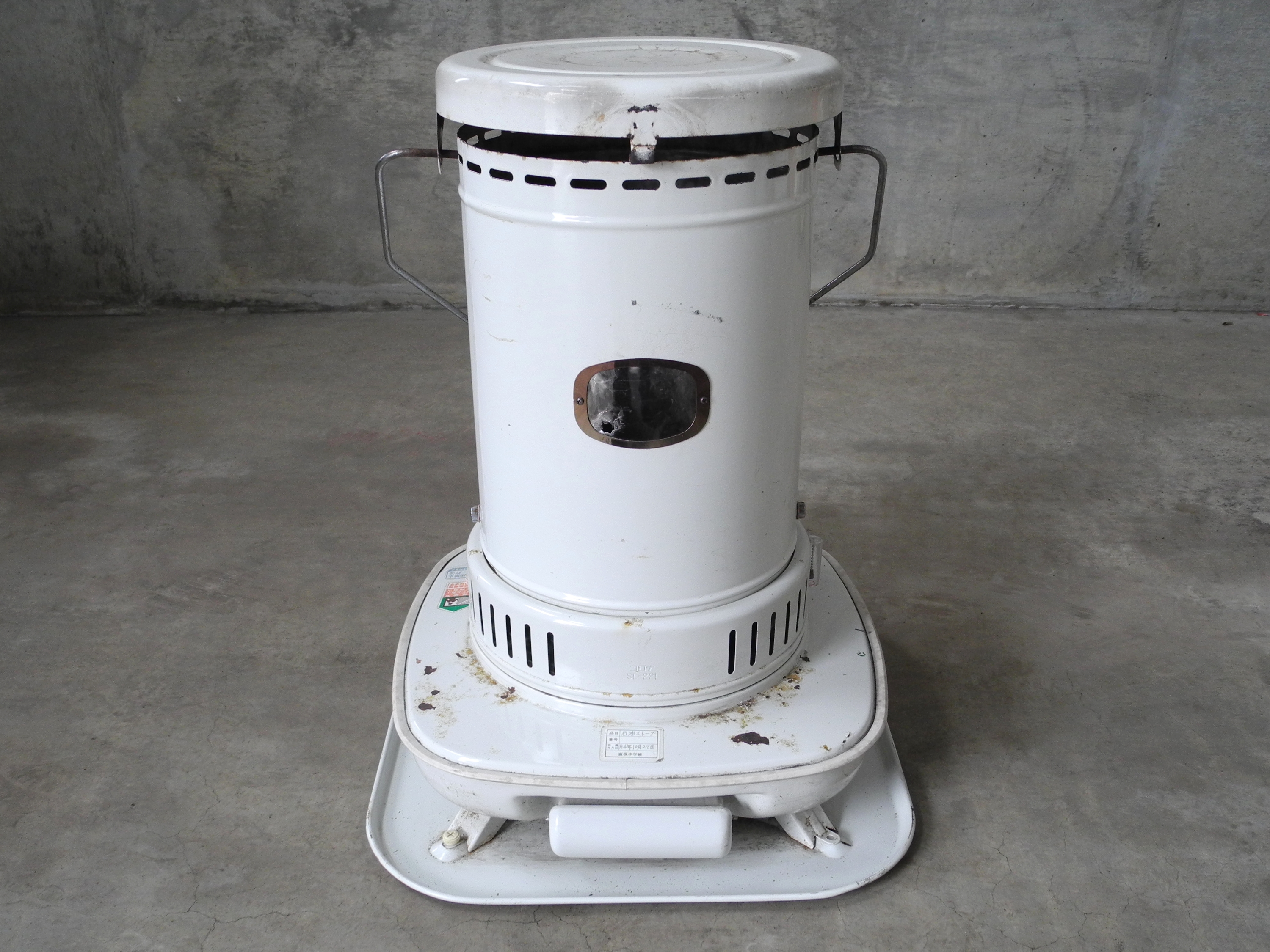
日本の石油ストーブ。これはやはり上面に鍋をのせて調理ができる古いスタイルのもの。

ストーブに使用する燃料は多種多様である。おおむね歴史を踏まえた順で、燃料の推移もおおむね感じられるように列挙する。（なお近年の関東・関西や瀬戸内海沿岸、四国など比較的温暖な都会の家庭にある「ストーブ」は、このリストの末尾の電気式ストーブが圧倒的に多く、それ以外は少ない（しかも暖房が必要な日が比較的少なく、ストーブを全然所有していない家庭すらも増えており、短期間だけ電気式のエアコンやホットカーペットを使う程度で済ませてしまう家庭も増えている）。だが北海道などの寒冷地、また山間地など、寒さが厳しく冬季を通して（それどころか秋・冬・春と）暖房を使い続ける地域では状況が全然異なり、1シーズンを通してのランニングコスト(燃料代）の問題が家計にかなり重くのしかかるので、ストーブの燃料（暖房方式）の選択は全く異なる。詳細は下のリスト内で説明。）

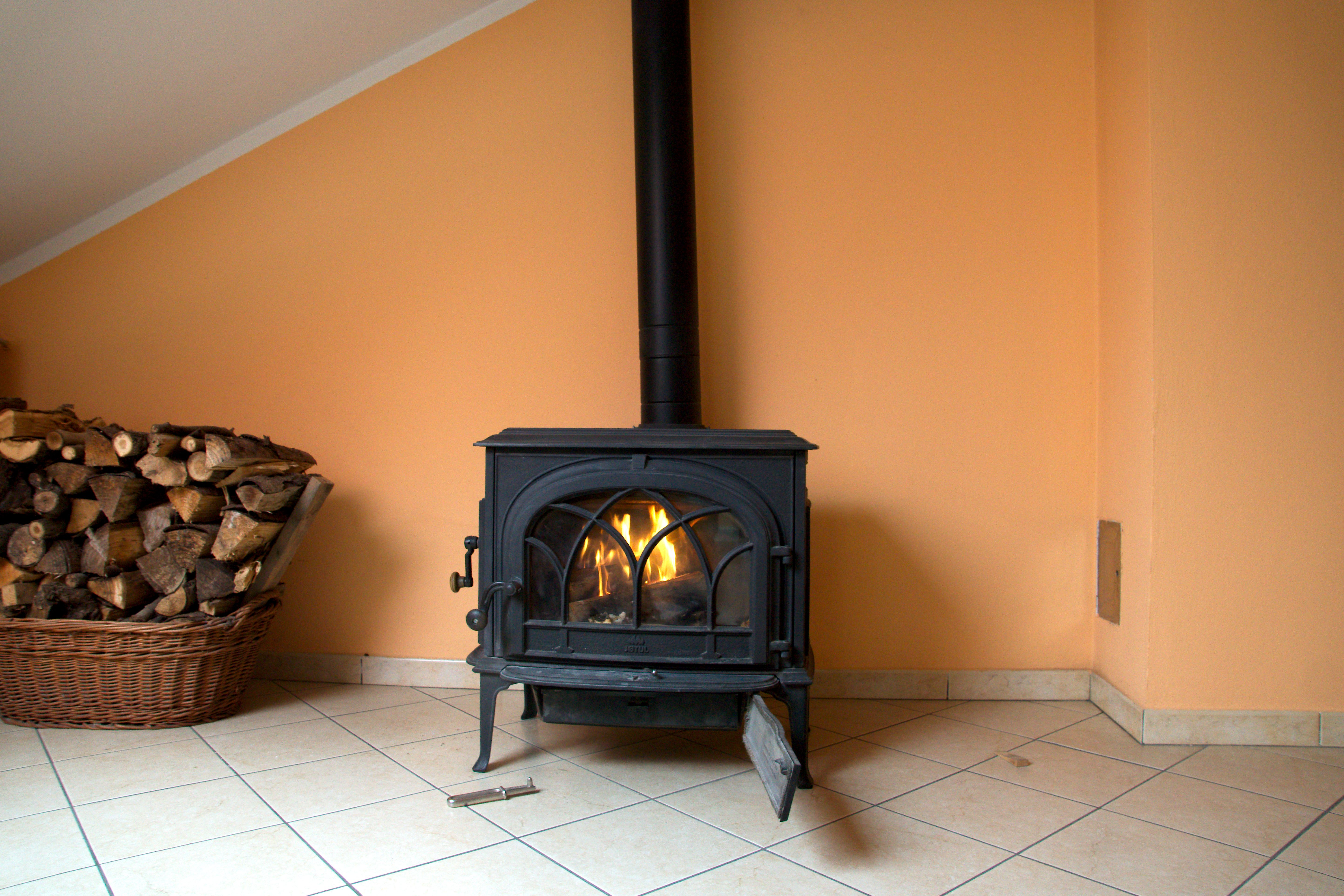
薪ストーブ。暖房用でもあり、調理用でもある。上面に鍋などを置いて調理もできる。

薪
薪や枝などの木材や廃材を用いる。アメリカで薪を燃料とする暖房装置は「ストーブ」と「暖炉」が同程度である。燃料となる薪の入手が容易なアメリカの郊外地域では、薪を使用する暖房器具が多いが、排煙の問題で都会での普及は少なかった。2004年以降にヨーロッパの排ガス規制をクリアするクリーンバーン方式（CB）を採用した高機能な製品が北欧や米国から輸入され、現在は日本国内メーカーもクリーンバーン方式の製品を製造販売している。日本は薪の入手や保管が容易な山間部や北海道などで多用されてきたが、クリーンバーン方式の普及や煙突の高性能化や石油価格高騰などの要因により、都市部でも設置が散見される。
石炭
石炭は薪よりも高火力を得られるが、煤煙や硫黄酸化物が環境汚染の原因となり、欧米では多くの都市部で利用が禁止されている。1970年代まで日本各地の学校や北海道など厳冬地で多用され、材質は高熱に堪えうる鋳鉄製である。列車の暖房用としても普及し、以前の国鉄で機関車からの暖房用蒸気が届かない車掌車や混合列車の客車でダルマストーブが使われ、石炭の補給や灰落としは車掌が行なった。国鉄で使用廃止後も青森県北部を走る津軽鉄道は冬季にストーブ列車を運行している。
コークス
コークスは石炭を蒸し焼きにしたもので、タールの含有比率が低いために煙やすすの発生が少なく、石炭を凌ぐほどに火力は強く、火持ちが良く、灰（アク）が少ないなど多くの長所があるが、着火性が非常に悪い。欧米では石炭同様に地域により家庭の使用が禁止されている。学校や職場などの業務用では自動給炭式でファン付きのものもある。かつて北海道ではルンペンストーブのコークス燃料の不始末から多くの出火があり、その高火力から家屋を全焼させる火事が多かった。近年は利用が減少している。
練炭
日本では全く見られなくなったが、韓国では近年原油高騰の傾向を受けて練炭ストーブの利用が増えている。煙突が必ず付いており排出ガスは屋外に放出され、基本的に練炭コンロに似た構造の火室で、電気回路は用いずに全て人が制御する。中国では韓国以上に様々なバリエーションの練炭ストーブがあり、スチームヒーター機能を持った蒸気放熱板付の製品もある。
豆炭
石炭ストーブとも呼ばれる事もある。
炭
無煙木炭ストーブなど。
オガライト
オガクズを薪のように使えるように熱処理して円柱状に固めたもの。高度経済成長期に、旺盛な建築需要から大量発生したおがくずの再活用としてストーブ用燃料や、風呂などの燃料として昭和40年代までは一般的であった。燃焼が安定すると、炭火のような特性を示す。現在も国内20社ほどで生産が続けられており、比較的安価に入手できる。
木質ペレット
専用のストーブはペレットストーブと呼ばれる。薪と異なりペレットは自動投入が可能で発熱量が調整できる。燃焼時の煙も少なく、ホワイトペレットは灰の発生も少ないことから掃除も楽である。構造は多くの場合FF式ファンヒーターに近い。大気中の二酸化炭素循環の一つとして木材を使用していることから、カーボンニュートラルな熱源として評価されている。欧米では多くのバリエーションがあり、日本でも自治体によっては補助金が組まれているなど普及が高まっている。
石油
日本は白灯油を使うストーブやファンヒーターが一般的で、アメリカでは常時暖房に用いる。エンジンオイルなどの廃油を利用する廃油ストーブもある。アウトドア用品ではガソリンを使用するもので調理用コンロと暖房用バーナを付け替えたり片方の上にもう片方を追加できるものがある。
ガス
かつては赤熱式が多かったが、現在は炎の露出が無いガスファンヒーターが多い。欧米は、住宅の地下などに空調機器室を配して熱交換器で温風を各室に送るセントラルヒーティングの熱源として一般的に用いる。都市ガスが安い東京などの大都市圏などでは、ストーブやファンヒーター用燃料として広く用いられている。
液化石油ガス
天然ガスが配管されていない地域で採用されている。原理的に天然ガス用と同じだが発熱量は異なり、事故防止の観点から燃焼機器の転用は出来ない。日本ではプロパンガスとも通称され、都市ガスが整備されていない郊外や山間部で使用される。
電力
電気式は　赤熱式のほか、ファン式、オイル式がある。アメリカではガスの次に広く用いられている。各部屋の窓下にベースボード・ヒーターとして設置する。日本ではかつて一定の普及があったが、エアコンの発達により、現在は足下暖房用や、トイレ、浴室の脱衣室など、狭い空間でスポット的に利用されることが多い。

### 日本の暖房用ストーブ
歴史

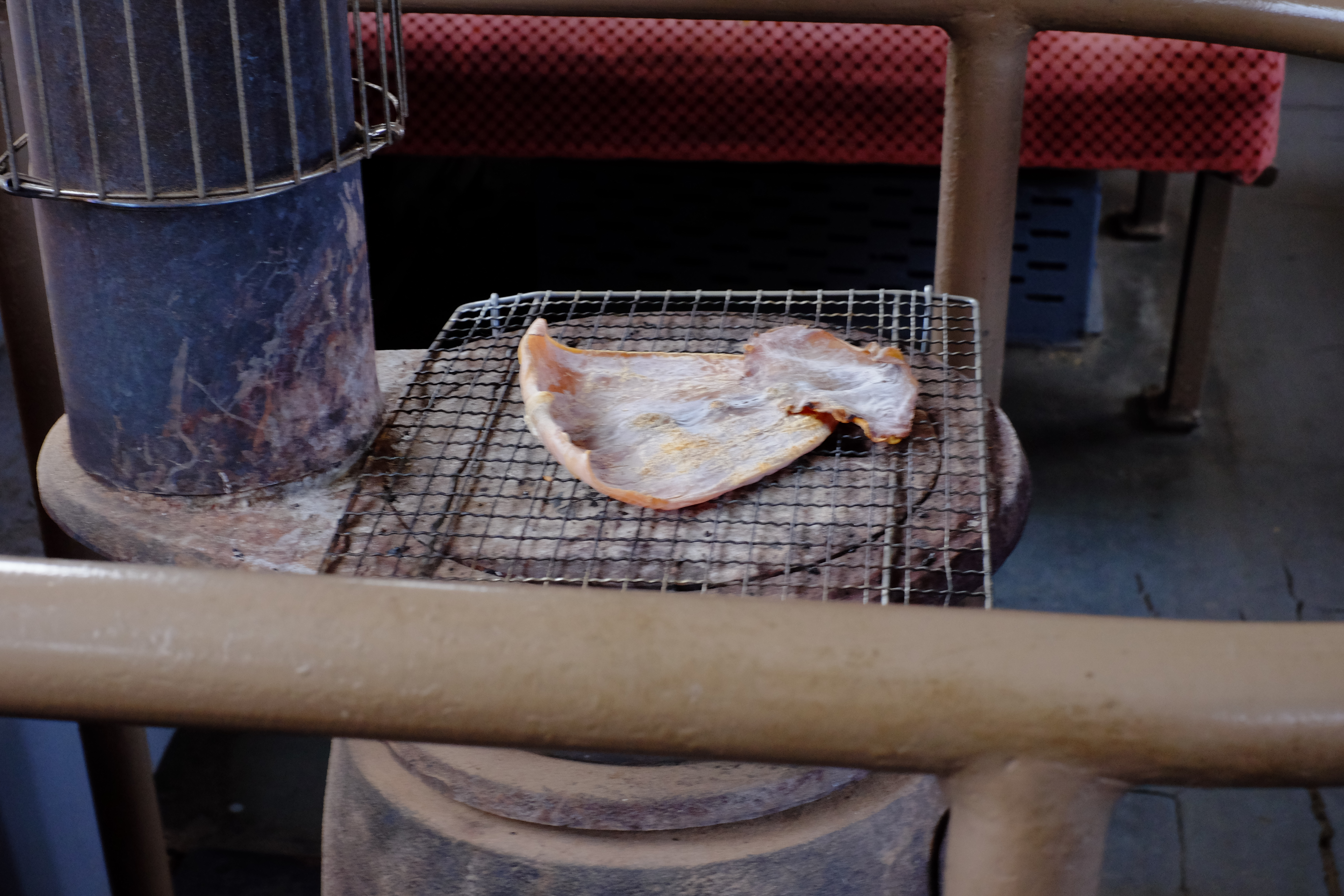
津軽鉄道の「ストーブ列車」は客車内に暖房器具としてダルマストーブを設置している。基本は暖房用だが、こうして干物を熱するのに使ってもよい。
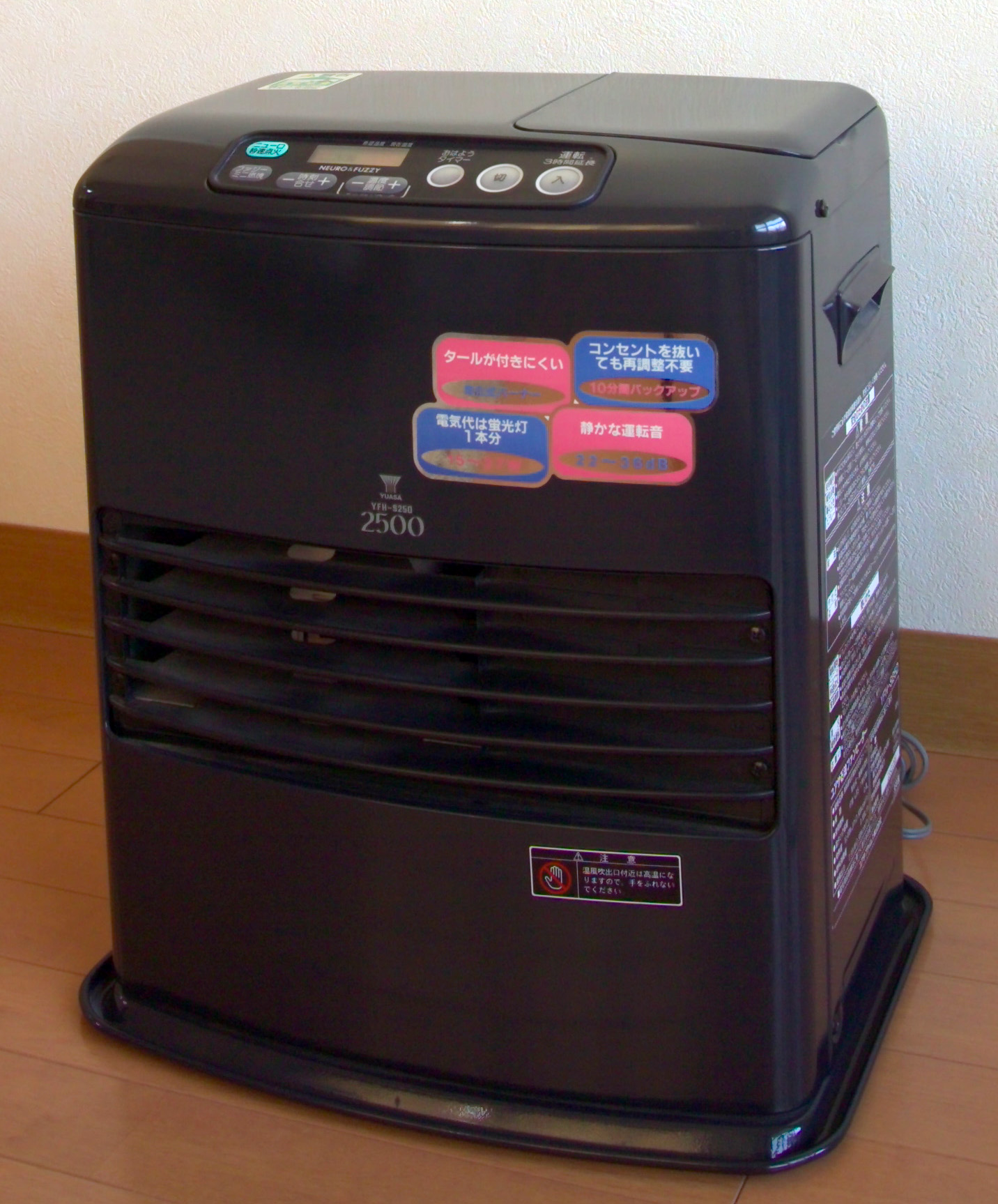
石油ファンヒーター
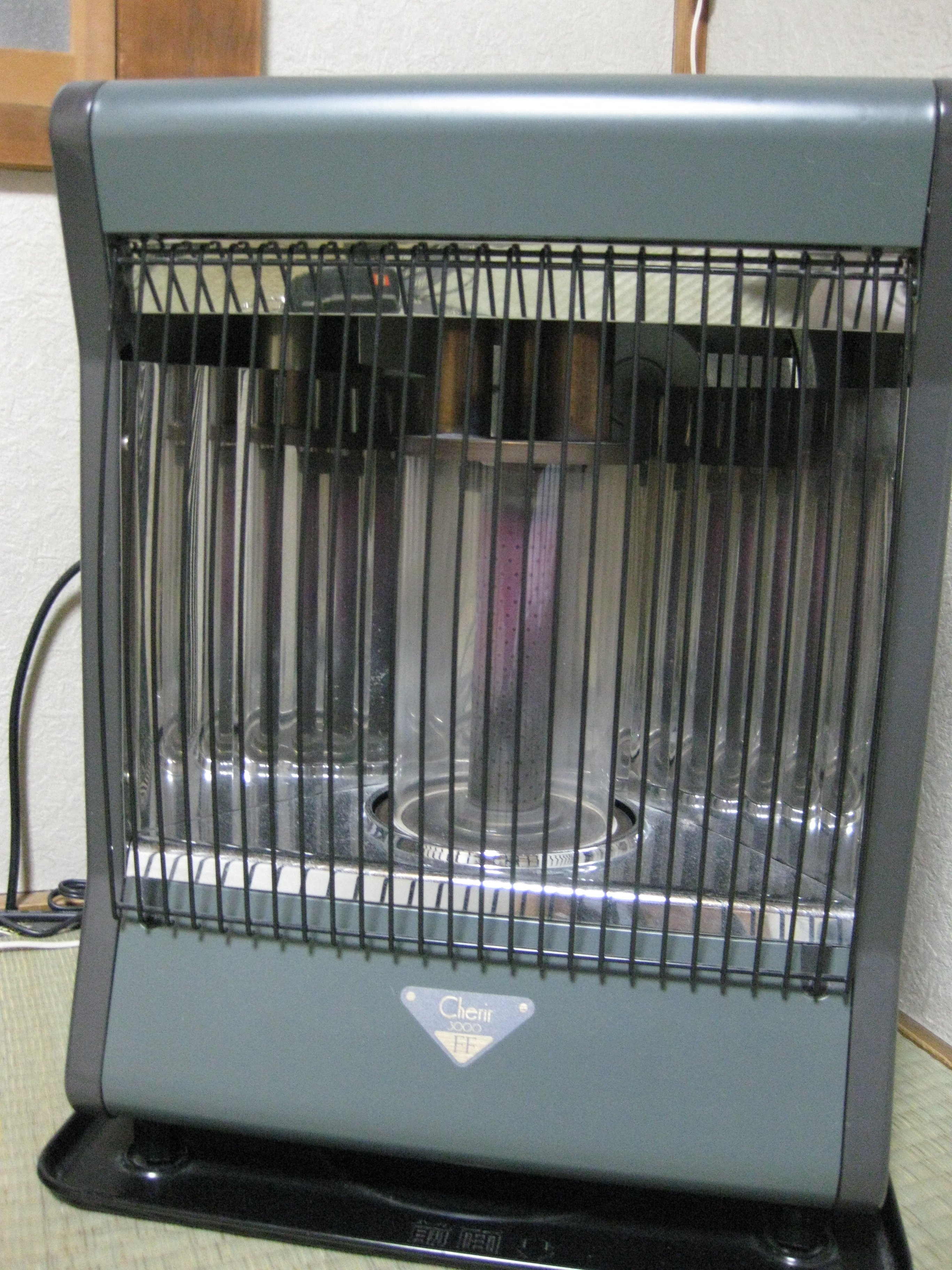
北海道の家庭で見られるストーブの例

国産ストーブの第一号は、1856年に武田斐三郎が外国船で見たストーブを参考に、函館の鋳物職人に製造させたものとされる。このストーブの頭部は半球状であり、煮炊きを考慮しない暖房用ストーブとなっていた。
灯油を燃料にした石油ストーブでは、日本では「アラジンブルーフレームヒーター」が優れた輸入製品として知られていた。
北海道など一部の寒冷地域などを除いて、都市部の住宅事では煙突を必要とする暖房器具は敬遠され、可搬型の石油ストーブは広く普及して国内メーカーの開発競争もあり日本独自の発展を見せた。石油ストーブ製造メーカーの多くは新潟県で興り、現在も本社を同県に置いている。
なお石油ストーブは手軽さから日本国外でも一部で評価を得てはいるが、日本国外ではセントラルヒーティング方式による暖房が一般的であり、火災予防の観点からも裸火によるストーブを認めていない国やアメリカの一部の州もあり、やはり限定的である。

### 主要メーカー
- コロナ
- トヨトミ
- ダイニチ工業
- 長府製作所（生産はトヨトミへ委託）
- 日立製作所（石油ストーブについては既に撤退し、現在は電気ストーブのみ）

また、過去に東芝、パナソニック(ナショナル、三洋電機)、三菱電機といった大手家電メーカーや、サンデン、サンポットなどがストーブの製造販売を行っていたが、いずれも既に撤退。

## 主に調理に使うストーブ

### アウトドアに用いる調理用ストーブ（ポータブルストーブ）

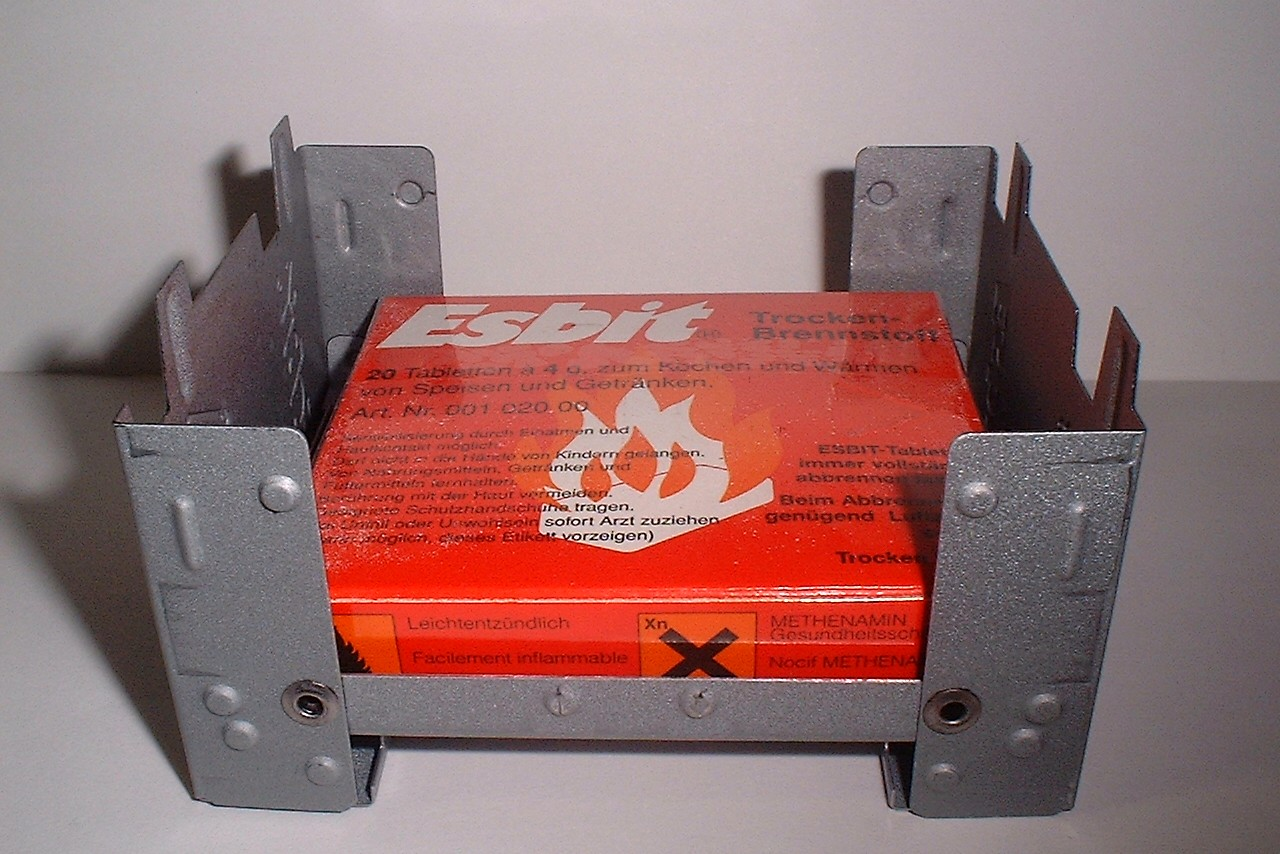
エスビット社製固形燃料ストーブ

アウトドアに用いる調理用ストーブは、燃料によってナフサを主成分とするホワイトガソリンなどの液体燃料式とガス式に分かれる。
ホワイトガソリンを燃料とする液体燃料式は、軍需品としてスウェーデンのオプティマスやアメリカ合衆国のコールマンが軍に納入したストーブが発祥である。このようなストーブはタンクを手動ポンプで加圧して燃料を気化器へ送り込み、バーナー自体の熱で燃料を気化させながら燃焼が継続される。点火の際はアルコールなどの着火剤を用いるか、燃料を少量燃焼して気化器を事前加熱し、気化が開始されたことを気化器から発する噴射音の開始で確認してからバーナーへ着火を行う。ホワイトガソリンのほかに、燃料として赤ガスと俗称される一般のガソリンや灯油を兼用できる製品も存在する。
液体燃料式は気化器を充分に加熱しなければ燃料の気化が行なえず、液体燃料が周囲に飛散したり火柱が上がるなどして火災にいたる危険性もあり、プレヒートに失敗したガソリンストーブによるテント火災事故も多く、点火作業は手順の熟知とある程度の経験を要す。燃料を用いたプレヒートは、気化状態までに大きな炎と煤煙がバーナー部分から立ち上ることから山小屋やテント内など屋内の着火作業に難があり、プレヒートが不要で取り扱いが容易なガスカートリッジ式のストーブが普及すると液体燃料式はアウトドア用ストーブの主流から外れた。しかし機構が単純なためにある程度の知識を有すれば分解整備を行うことで同一ストーブを長期間使用でき、厳冬期の冬山などでも安定した火力を発生し、タンク加圧やプレヒートなどの点火工程やジェットエンジンにも似た激しい燃焼音などに魅力があり、液体燃料式のみを愛用し続ける者も多い。
ガスカートリッジ式のストーブはプレヒートが不要で燃焼音が穏やかなこと、燃料交換がボンベの取り替えのみで済む簡便さから、初心者から熟練の登山者まで幅広く利用されている。しかし液体燃料式に比べランニングコストが高いことや使い捨てボンベのゴミ問題、蒸発熱でボンベが冷えることで特に極寒冷地で液化しているガスの気化がうまく行えないこともあることが欠点である。
液体燃料式のストーブは多くの場合、五徳の上若しくはバーナー部分に取り付ける遠赤外線による放射熱を利用したヒーターユニットがオプションで用意されており、これを利用することで暖房器具としても利用可能である。ガスカートリッジ式の場合はヒーターによる放射熱でカートリッジが過熱されて破裂の恐れがあるため、液体燃料式・ガスカートリッジ式の両方をラインナップするメーカーであってもヒーターユニットに関してはガスカートリッジ式ストーブに使用しない旨但し書きがされていることが多い。この点も液体燃料式を愛用する者が多い理由の一つとなっている。

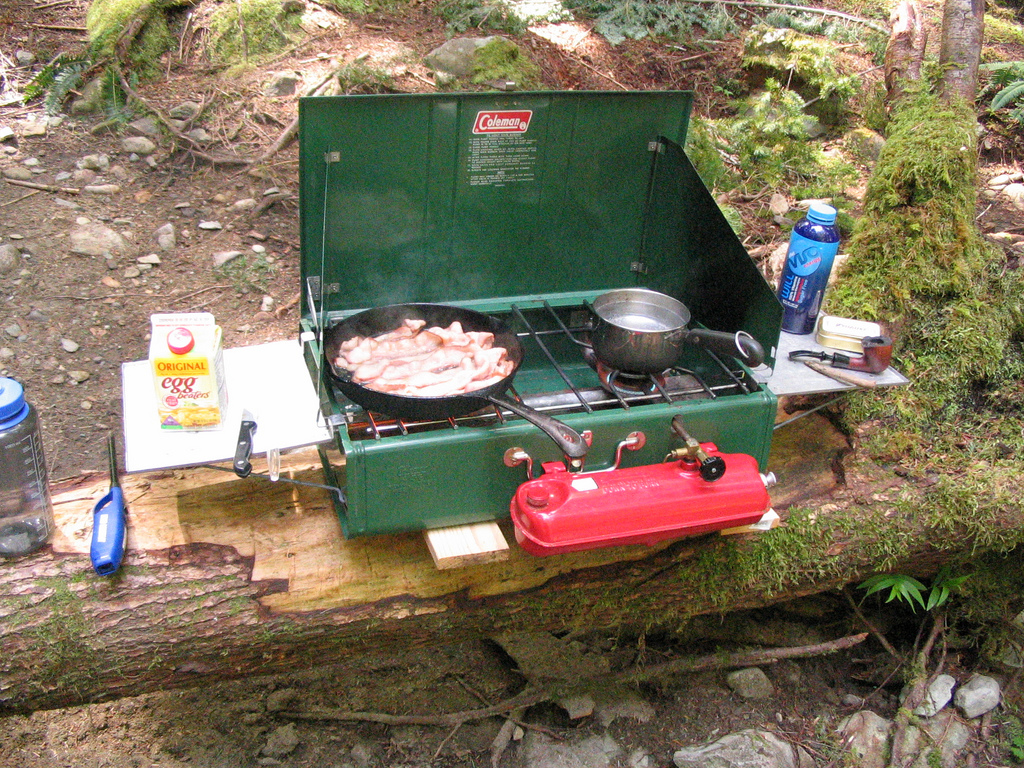
Coleman stove
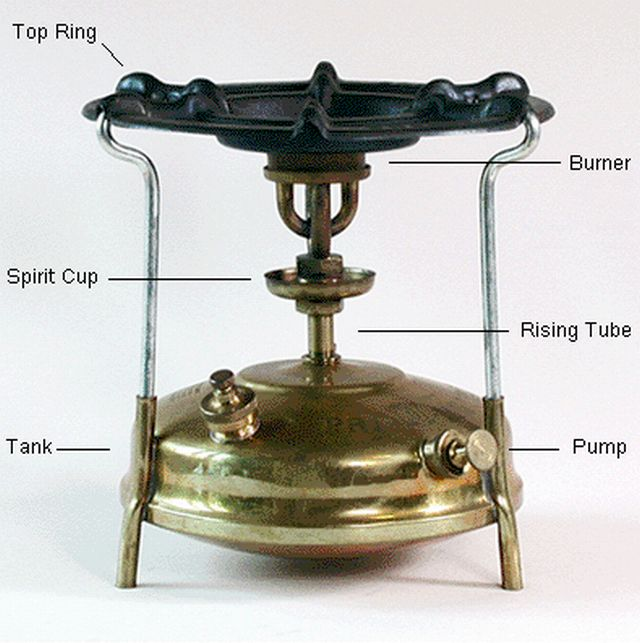
プリムス製（後にオプティマスに吸収）灯油ストーブ。ポータブルストーブの元祖であり、世界中で無数の類似品が製造された
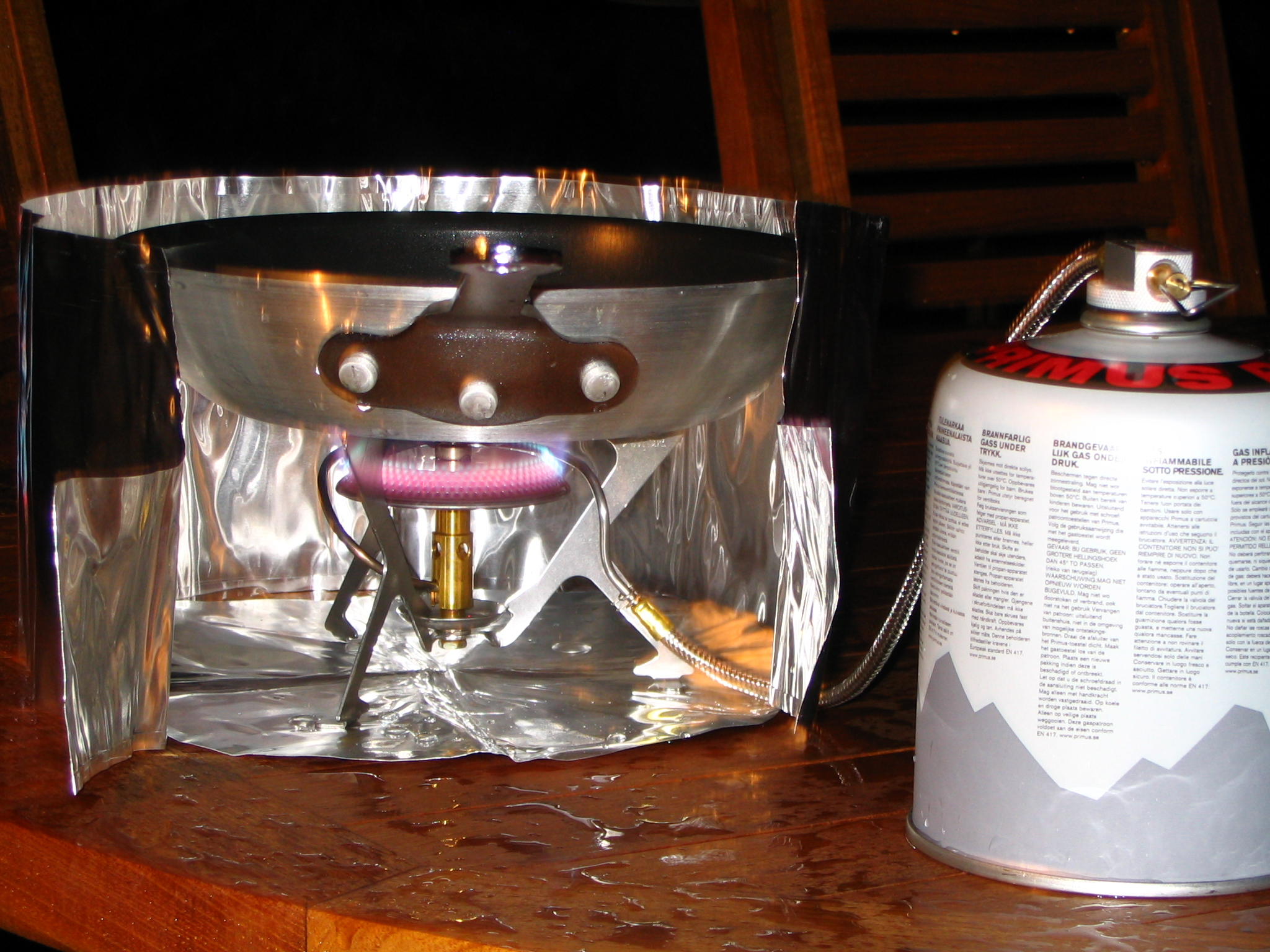
マウンテンセーフティーリサーチ製ガスストーブ。別体式ガスカートリッジの一例（ただし、使用しているガスカートリッジはプリムス製）

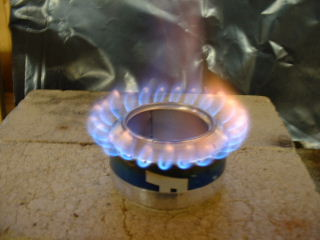
アルミ缶を用い製作したシングルバーナー式アルコールストーブ

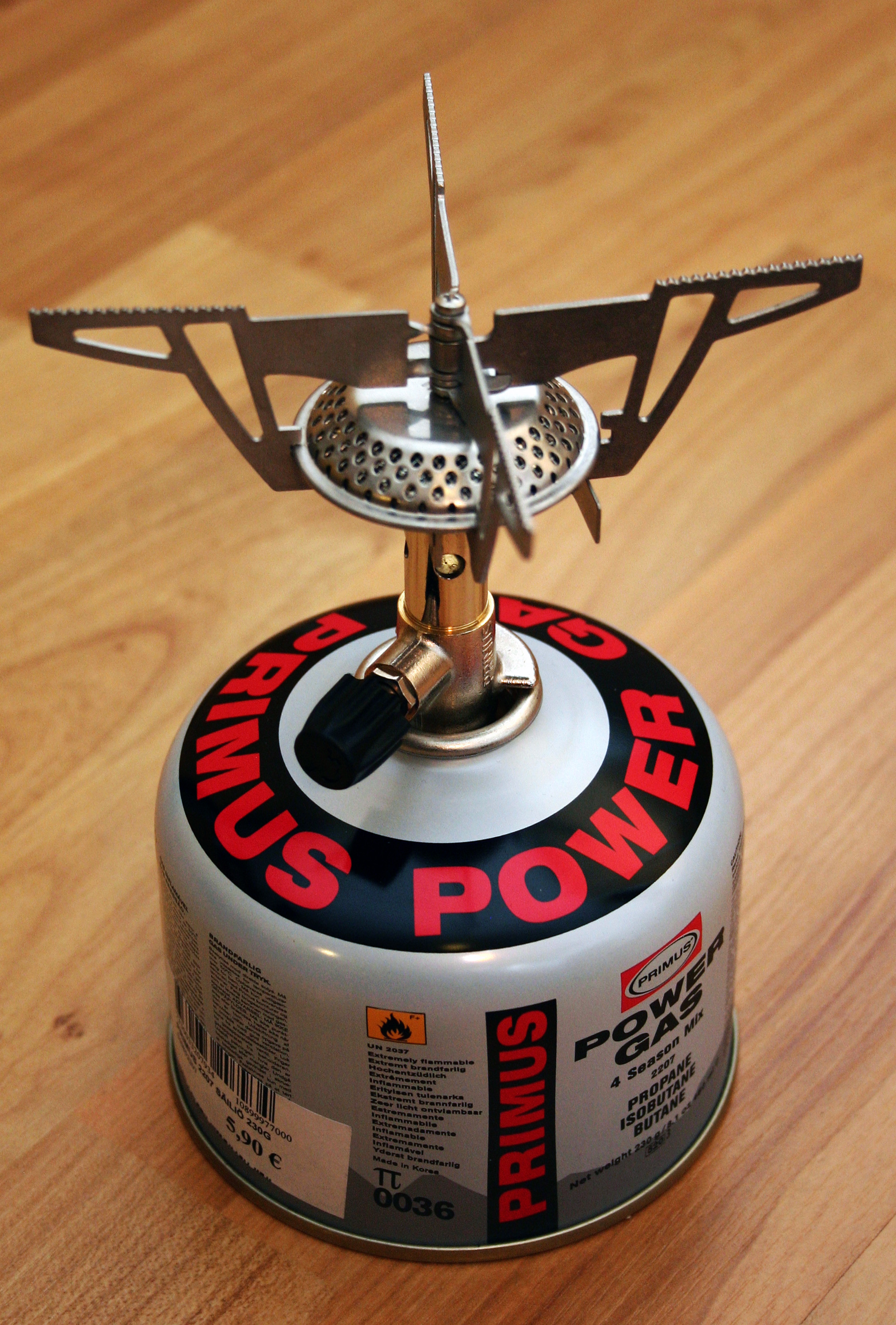
イワタニ・プリムス製ガスカートリッジ式ストーブ
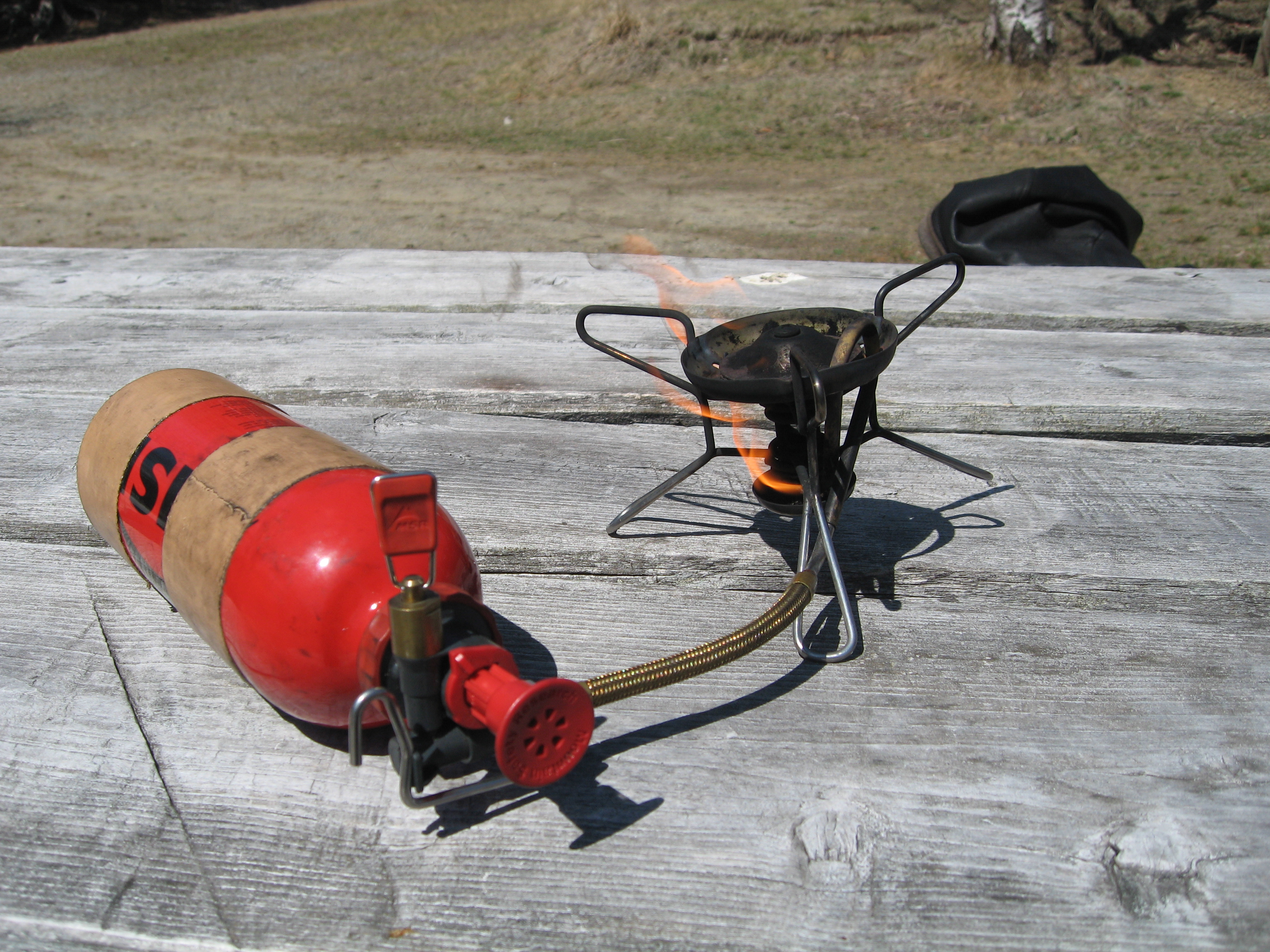
マウンテンセーフティーリサーチ液体燃料ストーブのプレヒート

アルコールストーブ

アルコールを燃料とするストーブで、構造は単純である。軍需品としても使用されたトランギア製のものが有名であるが、各社の製品もあり自作する者もいる。固形燃料ストーブのように軽量かつコンパクトであるため、登山者の中にこのストーブを持ち歩く者も多い。
軍需品としての調理用ストーブ

各国の軍隊で用いられるストーブは前述の液体燃料式のストーブや固形燃料を使用する簡易なストーブが利用されており、戦闘糧食の付属品として供給されることも多い。部隊の備品として配属されるストーブは今日ではガスカートリッジ式のものも普及しており、液体燃料式は次第に少数派となってきている。

### アメリカの家庭用ストーブ

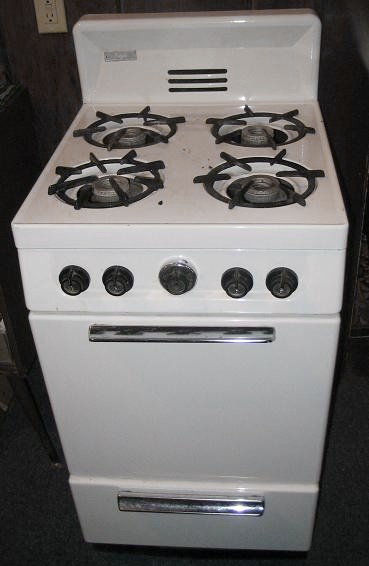
欧米の家庭用ストーブ

アメリカでストーブと呼ばれるガスコンロの多くは、3口から6口のコンロがありホットプレートが付属している。バックスプラッシュか天辺かコンロの口の根元に火力を調節するつまみが付いており、オーブン内部やのぞき窓の油汚れを高温で焼ききって清掃する機能、プログラム可能なデジタルタイマーや温度計を装備した製品もある。日本では通常ガステーブルと呼称されるがこれは和製英語である。
ローラ・インガルス・ワイルダー原作による西部開拓時代のドラマ『大草原の小さな家』ではクリスマスに幼いローラが愛馬を売って調理用ストーブを「母さん」にプレゼントした。暖房器具としては暖炉がすでにあり、ここに鍋を掛けて調理していた。

## ギャラリー
- 並んで置かれた、古いストーブと新しい暖房器具。（ドイツのプリンセンベークの博物館の一隅）

## 比喩
プロ野球におけるシーズンオフに「ストーブリーグ」という表現を使用することがある。来季に向けての暖めという意味合いで使用される。